# 急功尚义坊
急功尚义坊，位于中国福建省泉州市丰泽区东湖街道凤山社区，清康熙五十四年（1715年），为旌表文渊阁大学士兼吏部尚书李光地八世祖李森赈灾行善的义举所建。坊为四柱、三间、五楼、歇山顶、牌楼式建筑，通高10.95米，面宽9.74米，进深四柱3.43米，占地面积33.44平方米。匾额“急公尚义坊”四字系康熙帝御笔，坊上栏板刻有李光地纪文。2009年11月16日公布为第七批福建省文物保护单位。